# 楊濂 (正德進士)
楊濂（1481年—？），字景周，江西廣信府貴溪縣人，民籍，明朝政治人物。

## 生平
弘治十七年（1504年）甲子科江西鄉試第□十二名舉人。正德六年（1511年）中式辛未科會試第一百三十名，登第三甲第一百九十名進士。授南安知縣，擢授刑部广西司主事，历官刑部河南清吏司署郎中事主事，嘉靖五年（1526年）恤刑两广，著有《恤刑録》。八年九月升廣東按察司副使，遷雲南参政，十二年十二月以雲南巡撫顾应祥与御史杨东互行攻讦一事，被降一级。

## 家族
曾祖楊禎安；祖父楊宇彰；父楊振瑚，名崑，字振瑚（1460年-1516年），號友松，母章氏。具庆下。兄楊湞。弟杨洛。